# Eduardo São Thiago Lentz
Eduardo São Thiago Lentz, meglio conosciuto come Duda (Florianópolis, 12 dicembre 1969) è un allenatore di calcio a 5 ed ex giocatore di calcio a 5 brasiliano, tecnico del Cartagena.

## Carriera

### Giocatore
Arriva in Europa nel 1992 al Sego Zaragoza, vincendo l'anno successivo Coppa di Spagna e relativa Supercoppa.
Il 1994 è l'anno del primo approdo al Pozo Murcia, dove anche in questo caso conquista una Coppa nazionale (sua una rete nella finale) e la relativa Supercoppa.
Tra il 1996 e il 2000 gioca prima due stagioni ai Bisontes Castellón e poi altrettanto tempo all'Interviù.
Nel 2000 torna a Murcia, per quella che sarà la sua ultima stagione nel futsal giocato.

### Allenatore
Nell'estate del 2001 è nominato allenatore de ElPozo Murcia, squadra dove aveva militato come giocatore nel decennio precedente. Nel primo quinquennio conquista una Coppa di Spagna e, l'anno successivo, la Coppa delle Coppe, portando così i giallorossi a vincere il primo trofeo internazionale.
Nella seconda metà degli anni 2000 guida i murciani – nella loro epoca d'oro — alla conquista di numerosi titoli, tra i quali 4 campionati, 2 Coppe nazionali e 2 Supercoppe. A livello continentale, il miglior risultato raggiunto da Duda è la finale di Coppa UEFA 2007-08 persa ai rigori.
Dal 2010, complice un profondo rinnovamento della rosa, inizia un periodo senza particolari successi, interrotto dopo qualche anno con la vittoria di altre 3 Supercoppe e di 2 Coppe del Re.
Nell'aprile del 2018 Duda annuncia che non rinnoverà il contratto che lo lega ai giallorossi, chiudendo così un ciclo lungo 18 stagioni, e costellato da 15 titoli. Viene sostituito da Diego Giustozzi, già commissario tecnico dell'Argentina. Nell'agosto successivo è nominato allenatore dell'Al Yarmouk..
Nell'estate del 2019 si accorda con il Real Rieti, salvo dimettersi nell'ottobre dello stesso anno, per accettare l'offerta della squadra spagnola del Cartagena.

## Palmarès

### Giocatore
- Coppa di Spagna: 2

Sego Zaragoza: 1992-1993
ElPozo Murcia: 1994-1995
- Supercoppa di Spagna: 2

Sego Zaragoza: 1993
ElPozo Murcia: 1995

### Allenatore

#### Competizioni nazionali
- Campionato spagnolo: 5

ElPozo Murcia: 2005-2006, 2006-2007, 2008-2009, 2009-2010
Cartagena: 2023-2024
- Coppa di Spagna: 3

ElPozo Murcia: 2002-2003, 2007-2008, 2009-2010
- Coppa del Re: 2

ElPozo Murcia: 2015-2016, 2016-2017
- Supercoppa di Spagna: 6

ElPozo Murcia: 2006, 2009, 2012, 2014, 2016
Cartagena: 2023

#### Competizioni internazionali
- Coppa delle Coppe: 1

ElPozo Murcia: 2003-2004